# Chorągiew tatarska Jambeka Carewicza

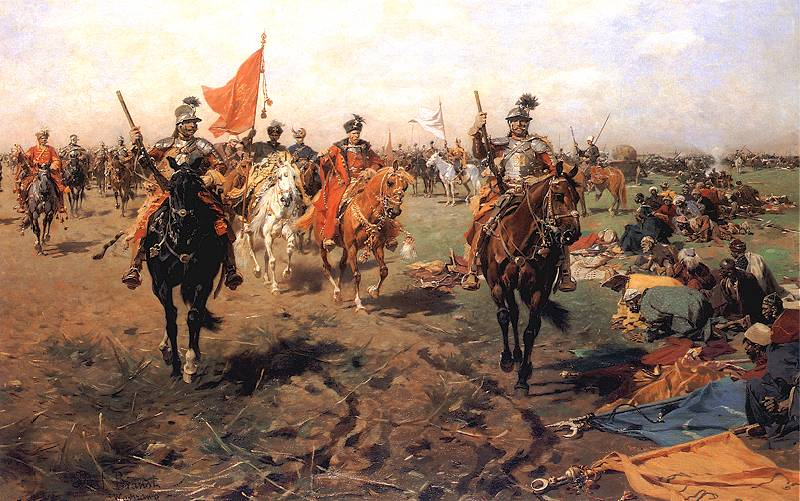
Składanie sztandarów (mal. Józef Brandt)

Chorągiew tatarska Jambeka Carewicza – chorągiew tatarska jazdy koronnej II połowy XVII wieku.
Rotmistrzem chorągwi był Jambek Carewicz.
Jej żołnierze brali udział w działaniach zbrojnych wojny polsko-rosyjskiej 1654–1667, m.in. w bitwie pod Cudnowem w 1660.
W 1661, z powodu niezapłacenia wojsku żołdu, zawiązała się konfederacja jazdy koronnej (w tym 21 chorągwi tatarskich) a także konfederacja wojska litewskiego (która objęła jego całość, tj. około 14 tys. żołnierzy). Chorągiew tatarska Jakuba Polańskiego, podobnie jak i 2 inne chorągwie (chorągiew tatarska Jakuba Polańskiego i chorągiew tatarska Sulejmanowicza) nie przystąpiła jednak do tej konfederacji.